# Atteva
Atteva is een geslacht van vlinders uit de familie van de Attevidae. De wetenschappelijke naam van het geslacht is voor het eerst geldig gepubliceerd in 1854 door Francis Walker. De typesoort van het geslacht is Atteva niveigutta Walker, 1854.

## Synoniemen
- Poeciloptera Clemens, 1860 non Poeciloptera Latreille, 1829 (Flatidae) nec Poeciloptera Loew, 1846 (Diptera)[2]
- Amblothridia Wallengren, 1861[2]
- Corinea Walker, 1863[2]
- Oeta Grote, 1865 (nomen novum voor Poeciloptera Clemens)[2]
- Carthara Walker, 1866 non Carthara Walker, 1865 (Pyralidae)[2]
- Synadia Walker, 1866 (nomen novum voor Carthara Walker)[2]
- Scintilla Guenée, 1879 non Scintilla Deshayes, 1856 (Bivalvia)[2]
- Syblis Guenée, 1879[2]

## Soorten
- Atteva albiguttata (Zeller, 1873)
  - = Oeta albiguttata Zeller, 1873[3]
- Atteva albitarsis Zeller, 1875[4]
- Atteva aleatrix Meyrick, 1922[4]
- Atteva anisochrysa Meyrick, 1928[4]
- Atteva apicalis Snellen van Vollenhoven, 1863[4]
  - =[4] Atteva triplex Diakonoff, 1967
- Atteva aurata (Butler, 1882)[4]
  - = Corinea aurata Butler, 1882
- Atteva aurea (Fitch, 1856)[5]
  - =[5] Deiopeia aurea Fitch, 1856
  - =[5] Oeta aurera Stretch, 1873 (spelfout)
  - =[5] Poeciloptera compta Clemens, 1861
  - =[5] Atteva edithella Busck, 1908
  - =[5] Atteva exquisita Busck, 1912
  - =[5] Atteva ergatica Walsingham, 1914
  - =[5] Atteva microsticta Walsingham, 1914
- Atteva balanota Meyrick, 1910[4]
- Atteva basalis Snellen van Vollenhoven, 1863[4]
- Atteva carteri Walsingham, 1891[4]
- Atteva charopis Turner, 1903
- Atteva chionosticta Durrant, 1916[4]
  - =[4] Atteva sphaerodoxa Meyrick, 1918
- Atteva conspicua Walsingham, 1900[4]
  - =[4] Atteva heliodoxa Meyrick, 1910
- Atteva cosmogona Meyrick, 1931[5]
- Atteva cuprina Felder, 1875[4]
  - =[4] Atteva tonseana Tams, 1935
- Atteva emissella Walker, 1863[4]
- Atteva fabriciella (Swederus, 1787)[6][7]
  - =[4] Atteva fabricella Wallengren, 1861 (spelfout)
  - =[7] Atteva brucea Moore, 1859
  - =[4] Atteva megalastra Meyrick, 1907
  - =[4] Atteva myriastra Meyrick, 1907
  - =[7] Atteva niviguttella Walker, 1863
  - =[7] Phalaena (Tinea) fabriciella Swederus, 1787[6]
  - =[7] Corinea niviguttella Walker, 1863
  - =[7] Atteva bruceella Guenée, 1879
  - =[7] Atteva niveiguttella Berg, 1880
  - =[7] Atteva fabriciella Berg, 1880
- Atteva flavivitta (Walker, 1866)[5]
  - =[5] Carthara flavivitta Walker, 1866
- Atteva floridana (Neumoegen, 1891)[5]
  - =[5] Oeta compta var. floridana Neumoegen, 1891
- Atteva fulviguttata (Zeller, 1873)[5]
  - = Atteva glaucopidella Guenée, 1879
  - =[5] Oeta fulviguttata Zeller, 1873
  - =[5] Syblis glaucopidella Guenée, 1879
  - =[5] Oeta fulviguttella Walsingham, 1892
- Atteva gemmata (Grote, 1873)[5]
  - =[5] Oeta gemmata Grote, 1873
  - =[5] Oeta fastuosa Zeller, 1877
  - = Atteva fastuosa Zeller, 1877
- Atteva hesychina Turner, 1923[4]
- Atteva holenopla Diakonoff, 1967[4]
- Atteva hysginiella (Wallengren, 1861)[5]
  - =[5] Amblothridia hysginiella Wallengren, 1861
  - =[5] Cydosia sylpharis Butler, 1877
  - =[5] Atteva monerythra Meyrick, 1926
- Atteva impariguttata (Zeller), 1877[4]
  - =[4] Oeta impariguttata Zeller, 1877
- Atteva impunctella Ritsema, 1875[4]
- Atteva intermedia Becker, 2009[5]
- Atteva iris Felder, 1875[4]
- Atteva mathewi Butler, 1887[4]
- Atteva monoplanetis Meyrick, 1910[4]
- Atteva niphocosma Turner, 1903[4]
- Atteva niveigutta Walker, 1854[1]
- Atteva numeratrix Meyrick, 1930[5]
- Atteva porphyris Meyrick, 1907[4]
- Atteva pulchella Moore, 1888[4]
  - =[4] Atteva compta Clemens, 1860
- Atteva pustulella (Fabricius, 1787)[5]
  - =[5] Tinea pustulella Fabricius, 1787 ("pastulella")
  - =[5] Phalaena (Tinea) punctella Stoll, 1781,[8] junior homoniem van Phalaena punctella Linnaeus, 1761
  - =[5] Lithosia pustulata Fabricius, 1798
  - =[5] Crameria subtilis Hübner, 1822
- Atteva pyrothorax Meyrick, 1928[4]
- Atteva rawlinsi Becker, 2009[5]
- Atteva rex Butler, 1887[4]
- Atteva sciodoxa Meyrick, 1908[4]
- Atteva scolecias Meyrick, 1928[4]
- Atteva siderea (Walsingham, 1891)[5]
  - =[5]Oeta siderea Walsingham, 1892
- Atteva sidereoides Becker, 2009[5]
- Atteva sphaerotrocha Meyrick, 1936[4]
- Atteva subaurata Durrant, 1900[4]
  - =[4] Atteva modesta Snellen, 1901
- Atteva teratias Meyrick, 1907[4]
- Atteva wallengreni Sohn & Wu, 2013[7]
- Atteva yanguifella Sohn & Wu, 2013[7]
- Atteva zebra Duckworth, 1967[9][5]
- Atteva zebrina Becker, 2009[5]